# أمير إيشيمغولوف
أمير إيشيمغولوف (الروسية: Амир Минниахметович Ишемгулов). من مواليد 22 مايو 1960 في باشقورستان، بجمهورية روسيا الاتحادية الاشتراكية السوفيتية،) هو عالم أحياء وسياسي روسي من أصول باشقيرية، حمل درجة الدكتوراه في العلوم البيولوجية، كان رئيسًا للجنة التنفيذية لكورولتاي العالم الباشقيري، والمدير العام لمركز بحوث تربية النحل والعلاج بالنحل الباشقيري. كما كان عضوًا في مجلس الدولة لجمهورية باشقورستان وعضوًا في أكاديمية بتروفسكايا للعلوم والفنون.

## نشأة
كان إيشيمغولوف نسيبًا للكاتبة زينب بيشيفا التي ساهمت في تربيته. في عام 1984 تخرج مع مرتبة الشرف من معهد باشقورستان للعلوم الزراعية.

## السيرة الذاتية
منذ عام 1998، تقلد منصب مدير مركز البحوث لتربية النحل والعلاج في جمهورية باشقورستان. في عام 2005، ناقش إيشيمغولوف أطروحته للدكتوراه وحصل على درجة دكتوراة في العلوم، وفي عام 2006 حصل على لقب أستاذ. عمل بعد ذلك أستاذاً في جامعته، المعروفة باسم جامعة الباشقير الزراعية الحكومية. في عام 2012، رُشِّح لعضوية أكاديمية العلوم بجمهورية باشقورستان.
انتخب عضوا في مجلس الدولة لجمهورية باشقورستان في عام 2013، كما أصبح عضوًا في حزب «روسيا الموحدة». كُرَّم بوسام «رجل الزراعة» في جمهورية باشقورستان. كان متزوجًا وله ابنة.

## الجوائز
- لقب «عالم روسيا الاتحادية» (2008).[7]
- وسام سلافات يولاييف

## روابط خارجية
- صفحة إيشيمغولوف في كورولتاي العالم الباشقيري.